# Let ČSA 096
Let ČSA 096 dne 8. června 1970 na trase Karlovy Vary – Praha-Ruzyně se strojem typu IL-14 a imatrikulační značkou OK-LCF skončil únosem do Západního německa, kde posádka letounu přistála v Norimberku. Čtyři pachatelé za použití střelných zbraní přinutili posádku ke změně kurzu do Západního Německa. Při únosu nebyl nikdo zraněn. Motivem byla emigrace do tehdejšího Západního Německa.

## Posádka
- Břetislav Horáček –  kapitán a 1. pilot
- Miroslav Přikryl –  2. pilot
- Ondrej Vechter – radiotelegrafista

## Pachatelé
- Jiří Galásek (* 1947)
- Rudolf Čihák (* 1945)
- Jaroslav Pour (* 1949)
- Josef Procházka (* 1947)
- Eva Galásková  (* 1951), manželka J. Galáska
- Marie Procházková (* 1951), manželka J. Procházky
- Stanislava Čiháková (* 1948), manželka R. Čiháka, cestovala spolu se svojí dvouletou dcerou Stanislavou Čihákovou
- Věra Klementová  (* 1951), přítelkyně J. Poura[1]